# George Ellis (Leichtathlet)
George Stuart Ellis (* 7. September 1932 in South Shields) ist ein ehemaliger britischer Sprinter. Er gewann bei den Europameisterschaften 1954 Medaillen über 100 und 200 Meter sowie mit der britischen Mannschaft in der 4-mal-100-Meter-Staffel.
1950 und 1951 wurde Ellis britischer Juniorenmeister über 220 Yards, 1953 britischer Militärmeister über die beiden Sprintstrecken. Er wurde 1953 erstmals für die britische Mannschaft nominiert; für einen Länderkampf gegen Schweden. Als britischer Meister über 100 Yards startete Ellis 1954 bei den British Empire and Commonwealth Games 1954 in Vancouver für England, verpasste jedoch die Medaillenränge; er schied trotz seiner persönlichen Bestzeit über 100 Yards bereits im Vorlauf aus; über 220 Yards wurde er Sechster und mit der englischen Stafette Vierter.
Dagegen gewann er im selben Jahr bei den Europameisterschaften in Bern in allen drei Wettbewerben, an denen er teilnahm, eine Medaille: über 100 und 200 Meter jeweils Bronze, sowie Silber in der 4-mal-100-Meter-Staffel (Ken Jones, Ellis, Kenneth Box und Brian Shenton).
Eine letzte britische Meisterschaft feierte Ellis 1955 über 220 Yards.

## Bestleistungen
- 100 Yards 9,8 s (Vancouver: 31. Juli 1954)
- 100 Meter 10,7 s (Bern: 26. August 1954)
- 200 Meter 21,2 s (Bern: 29. August 1954)
- 220 Yards 21,5 s (London: 10. Juli 1954)[2]